# Pseudolaguvia tuberculata
Pseudolaguvia tuberculata is een straalvinnige vissensoort uit de familie van de zuigmeervallen (Erethistidae). De wetenschappelijke naam van de soort is voor het eerst geldig gepubliceerd in 1929 door Prashad & Mukerji.